# Agapetes praestigiosa
Agapetes praestigiosa är en ljungväxtart som beskrevs av Airy Shaw. Agapetes praestigiosa ingår i släktet Agapetes och familjen ljungväxter. Inga underarter finns listade i Catalogue of Life.